# Regulación postranscripcional
La regulación postranscripcional es el control del procesamiento del ARN, por lo tanto se produce entre las etapas de la transcripción genética y de la traducción del gen. Contribuye sustancialmente a la regulación de la expresión génica en los tejidos humanos.

## Mecanismo
Después de producirse las diferentes transcripciones, su estabilidad y su distribución se regula (regulación postranscripcional) por medio de: la proteína. de unión a ARN (RBP) que controla los diversos pasos y las tasas que controlan eventos como el empalme alternativo, la degradación nuclear (exosoma), el procesamiento, la exportación nuclear (tres vías alternativas), secuestro en cuerpos P para almacenamiento o degradación y, en última instancia la traducción.
Estas proteínas logran estas acciones gracias a un motivo de reconocimiento de ARN (RRM por sus siglas en inglés) que se une a una secuencia específica o estructura secundaria de las transcripciones, típicamente en la región no traducida (UTR) 5' y en la 3' de la transcripción.
En resumen, las secuencias de ARN doble hebra (dsRNA en inglés), que se descompondrán en ARN pequeño de interferencia (siRNA en inglés) dentro del organismo, "coincidirán" con la hebra de ADN, haciendo que el gen se apague en cada célula. 
La modulación de la cobertura, el empalme, la adición de una cola Poly (A), las tasas de exportación nuclear específicas de la secuencia y, en varios contextos, el secuestro del transcrito de ARN ocurre en eucariotas pero no en procariotas. Esta modulación es el resultado de una proteína o transcripción que a su vez está regulada y puede tener una afinidad por ciertas secuencias. 
- Capping: cambia los cinco extremos principales del ARNm a tres extremos principales mediante el enlace 5'-5 ', que protege el ARNm de la exonucleasa 5', que degrada el ARN extraño. Este proceso también ayuda en la unión ribosómica.

- Empalme: elimina los intrones, regiones no codificantes que se transcriben en ARN, para que el ARNm pueda crear proteínas. Las células hacen esto uniendo los empalmesomas a cada lado de un intrón, haciendo un círculo con el intrón y luego escindiéndolo. Los dos extremos de los exones se unen.
- Adición de cola de poli (A), también conocida como poliadenilación. Es decir, un tramo de ARN que está hecho únicamente de bases de adenina se agrega al extremo 3 ', y actúa como un amortiguador de la exonucleasa 3' para aumentar la vida media del ARNm. Además, una cola larga de poli (A) puede aumentar la traducción. La proteína de unión a poli (A) (PABP) se une a una larga cola de poli (A) y media la interacción entre EIF4E y EIF4G que fomenta el inicio de la traducción.
- Edición de ARN, es un proceso que produce una variación de secuencia en la molécula de ARN y es catalizada por enzimas. Estas enzimas incluyen las enzimas de la adenosina desaminasa que actúan sobre el ARN (ADAR), que convierten los residuos de adenosina específicos en inosina en una molécula de ARNm por desaminación hidrolítica. Se han clonado tres enzimas ADAR, ADAR1, ADAR2 y ADAR3, aunque solo se ha demostrado que los dos primeros subtipos tienen actividad de edición de ARN. Muchos ARNm son vulnerables a los efectos de la edición de ARN, incluidas las subunidades del receptor de glutamato GluR2, GluR3, GluR4, GluR5 y GluR6 (que son componentes de los receptores AMPA y kainato), el receptor de serotonina2C, la subunidad del receptor GABA-alfa3, el triptófano enzima hidroxilasa TPH2, el virus de la hepatitis delta y más del 16% de los microARN. Además de las enzimas ADAR, existen enzimas CDAR y estas convierten las citosinas en moléculas de ARN específicas, en uracilo. Estas enzimas se denominan 'APOBEC' y tienen loci genéticos en 22q13, una región cercana a la deleción cromosómica que ocurre en el síndrome velocardiofacial (22q11) y que está relacionada con la psicosis. La edición de ARN se estudia ampliamente en relación con las enfermedades infecciosas, porque el proceso de edición altera la función viral.
- La estabilidad del ARNm se puede manipular para controlar su vida media, y la cola poli (A) tiene algún efecto sobre esta estabilidad, como se indicó anteriormente. El ARNm estable puede tener una vida media de hasta un día o más, lo que permite la producción de más producto proteico; El ARNm inestable se utiliza en la regulación que debe ocurrir rápidamente.

## Regulación mediada por microARN
Los microARN (miARN) parecen regular la expresión de más del 60% de los genes codificadores de proteínas del genoma humano. Si un miRNA es abundante, puede comportarse como un "interruptor", activando o desactivando algunos genes. Sin embargo, la expresión alterada de muchos miRNAs solo conduce a un cambio modesto de 1,5 a 4 veces en la expresión de proteínas de sus genes diana. Los miARN individuales a menudo reprimen varios cientos de genes diana. represión generalmente ocurre a través del silenciamiento traduccional del ARNm o mediante la degradación del ARNm, a través de la unión complementaria, principalmente a secuencias específicas en la región 3 'no traducida del ARNm del gen diana. El mecanismo de silenciamiento o degradación traduccional del ARNm se implementa a través del complejo de silenciamiento inducido por ARN (RISC). 

## Retroalimentación en la regulación de proteínas de unión a ARN
En metazoos y bacterias, muchos genes implicados en la regulación transcripcional post-post están regulados post transcripcionalmente. Para las RBP de Drosophila asociadas con empalmes o descomposición mediada sin sentido, los análisis de los perfiles de interacción proteína-proteína y proteína-ARN han revelado interacciones ubicuas con ARN y productos proteicos del mismo gen. Sigue sin estar claro si estas observaciones son impulsadas por los contactos proximales del ribosoma o mediados por el ribosoma, o si algunos complejos de proteínas, particularmente RNP, se someten a un ensamblaje co-traduccional. 

## Significado

Un ejemplo procariota: Salmonella enterica (una γ-proteobacterium patógena) puede expresar dos porinas alternativas dependiendo del ambiente externo (intestino o agua turbia), este sistema involucra EnvZ (sensor osomótico) que activa OmpR (factor de transcripción) que puede unirse a un promotor de alta afinidad incluso a bajas concentraciones y promotor de baja afinidad solo a altas concentraciones (por definición): cuando la concentración de este factor de transcripción es alta, activa OmpC y micF e inhibe OmpF, OmpF se inhibe después de la transcripción por ARN micF que se une a la transcripción de OmpF

Esta área de estudio ha ganado recientemente más importancia debido a la creciente evidencia de que la regulación postranscripcional juega un papel más importante de lo esperado. A pesar de que las proteínas con dominios de unión a ADN son más abundantes que las proteínas con dominios de unión a ARN, un estudio reciente de Cheadle et al. (2005) mostraron que durante la activación de las células T el 55% de los cambios significativos a nivel de estado estacionario no tuvieron cambios correspondientes a nivel transcripcional, lo que significa que fueron el resultado de la regulación de la estabilidad sola.
Además, el ARN encontrado en el núcleo es más complejo que el encontrado en el citoplasma: más del 95% (bases) del ARN sintetizado por la ARN polimerasa II nunca llega al citoplasma. La razón principal de esto se debe a la eliminación de  intrones que representan el 80% de las bases totales. Algunos estudios han demostrado que incluso después de procesar los niveles de ARNm entre el citoplasma y el núcleo difieren mucho.
La biología del desarrollo es una buena fuente de modelos de regulación, pero debido a las dificultades técnicas, fue más fácil determinar las cascadas del factor de transcripción que la regulación a nivel de ARN. De hecho, se sabe que varios genes clave, como los nanos, se unen al ARN, pero a menudo se desconocen sus objetivos. Aunque las proteínas de unión a ARN pueden regular una cantidad postranscripcionalmente grande del transcriptoma, la orientación de un solo gen es de interés para la comunidad científica por razones médicas, esto es la interferencia de ARN y los micro ARN (miRNA) que son ejemplos de regulación postranscripcional, que regulan La destrucción del ARN y el cambio de la estructura de la cromatina. Para estudiar la regulación postranscripcional se utilizan varias técnicas, como RIP-Chip (inmunoprecipitación de ARN en chip).

## Papel del microARN en el cáncer
La deficiencia de expresión de un gen de reparación de ADN ocurre en muchos tipos de cáncer (defecto de reparación de ADN y riesgo de cáncer y reparación de microARN y ADN). La expresión alterada de microARN (miARN) que disminuye la reparación precisa del ADN o aumenta la reparación inexacta de la unión del extremo mediada por microhomología (MMEJ) a menudo se observa en los cánceres. La deficiencia de reparación del ADN precisa puede ser una fuente importante de la alta frecuencia de mutaciones en el cáncer (frecuencias de mutación en los cánceres). La represión de los genes de reparación de ADN en los cánceres por los cambios en los niveles de microARN puede ser una causa más frecuente de represión que la mutación o la metilación epigenética de los genes de reparación de ADN. 
Por ejemplo, BRCA1 se emplea en la ruta precisa de reparación recombinacional homóloga (HR). La deficiencia de BRCA1 puede causar cáncer de seno. La baja regulación de BRCA1 debido a la mutación ocurre en aproximadamente el 3% de los cánceres de seno. La baja regulación de BRCA1 debido a la metilación de su promotor ocurre en aproximadamente el 14% de los cánceres de seno. Sin embargo, el aumento de la expresión de miR-182 regula a la baja la expresión de ARNm y proteína de BRCA1, y el aumento de miR-182 se encuentra en el 80% de los cánceres de mama.
En otro ejemplo, se encuentra una versión mutada expresada constitutivamente (persistentemente) del oncogén c-Myc en muchos cánceres. Entre muchas funciones, c-Myc regula negativamente los microARN miR-150 y miR-22. Estos microARN normalmente reprimen la expresión de dos genes esenciales para MMEJ, Lig3 y Parp1, inhibiendo así esta vía de reparación de ADN mutagénica inexacta. Muvarak y col. mostraron que en las leucemias, la expresión constitutiva de c-Myc, que conduce a la baja regulación de miR-150 y miR-22, permitió una mayor expresión de Lig3 y Parp1. Esto genera inestabilidad genómica a través del aumento de la reparación inexacta del ADN de MMEJ, y probablemente contribuye a la progresión a la leucemia. 
Para mostrar la capacidad frecuente de los microARN para alterar la expresión de reparación del ADN, Hatano et al. realizó un gran estudio de detección, en el que se transfectaron 810 microARN en células que luego se sometieron a radiación ionizante (IR). Para 324 de estos microARN, la reparación del ADN se redujo (las células fueron destruidas de manera más eficiente por IR) después de la transfección. Para otros 75 microARN, la reparación del ADN aumentó, con menos muerte celular después de IR. Esto indica que las alteraciones en los microARN a menudo pueden regular negativamente la reparación del ADN, un probable primer paso importante en la progresión al cáncer. 